# Merychippus
Merychippus – jeden z przodków współczesnych koniowatych. Żył we wczesnym miocenie (ok. 20 mln lat temu). Wszystkie kończyny miał zakończone trzema palcami, ale tylko jeden opierał się o ziemię. Drugi i czwarty palec istniały w postaci krótkich wyrostków, jeszcze członowatych, lecz wyraźnie skróconych, sięgały tylko do drugiego stawu trzeciego palca. Od swojego przodka – Parahippusa – różnił się dłuższą i masywniejszą szyją oraz mocniejszym uzębieniem (zęby z listewkami emalii, co zwiększało zdolność trącą). Wynikało to ze zmiany pożywienia – z roślinności leśnej na stepową, gł. twardą trawę. Miał ok. 90 cm wysokości w kłębie i żył w stadach.